# Овален
Овален — полициклический ароматический углеводород с формулой C32H14, состоящий из 10 поликонденсированных бензольных колец. Он очень похож на коронен.
Овален представляет собой кристаллы красно-оранжевого цвета. Он умеренно растворим в бензоле, толуоле и дихлорметане. Его растворы светятся зелёным светом под воздействием ультрафиолета. Овален образуется в зонах глубоководных гидротермальных источников и при гидрокрекинге нефти.